# Märtha Tynell
Hildur Märtha Marie Tynell, född 4 mars 1865 i Gävle, död 24 november 1930 i Malmö, var en svensk målare. Hon blev känd för sina landskapsmålningar från Frankrike och Stockholm i impressionistisk stil.

## Biografi
Märta Tynell var dotter till fil. dr Anders Tynell och Hildur Limberg. Hon studerade i Italien och Frankrike och påverkades av franskt friluftsmåleri. Hon anlände till Paris 1882 och stannade i Frankrike i över tjugo år mestadels i Passy. Under sin tid i Frankrike studerade hon vid olika konstskolor som leddes av Henri Gervex och Félix-Joseph Barrias samt med ett eget experimenterande av skuggor och ljus i målningarna. I en rad målningar från Paris har hon fångat takåsar och folktomma gator i regndis, under tidiga morgontimmar eller i skymningsljus. Hon reste också runt i Frankrike och målade motiv från bland annat Normandiekusten. 
Tynell var en av Nordens konstnärer knutna till konstnärskolonin i Skagen, de så kallade Skagenmålarna. På 1910-talet var hon bosatt på Bellmansgatan 8 på Södermalm i Stockholm, där hon hade sin ateljé i husets tornrum. Härifrån, med vid utsikt över staden, skapade hon flera Stockholmsmotiv med främst Riddarfjärden. Hon flyttade hon från Stockholm 1913 för att bosätta sig i Malmö där hon blev bofast fram till sin död. Under dessa år gjorde hon utflykter till Falsterbo, Torekov och danska kustorter där hon hämtade inspiration och motiv för sina målningar. 
Hon medverkade bland annat i konstutställningen på Valands 1891, Konstnärsförbundets utställningar i Stockholm 1894–1895, Svensk konst i Helsingborg 1903, Konst- och industriutställningen i Norrköping 1906, Lundautställningenn 1907, Sveriges allmänna konstförenings utställning i Stockholm 1910, Föreningen Svenska Konstnärinnors utställning på Konstakademien 1911 och Skånska konstmuseum 1912, Baltiska utställningen 1914, Skånes konstförenings höstutställning i Malmö 1930 samt i ett stort antal av Svenska konstnärernas förenings utställningar i Stockholm från 1906. En minnesutställning med hennes konst visades på Malmö museum 1945. Tynell är representerad vid Malmö museum och Nationalmuseum. 
Hon fann sin sista vila på Östra kyrkogården i Malmö, där hon gravsattes den 29 januari 1930.

## Utställningar
- Malmö Museum: Minnesutställning över Märtha Thynell 1979.

## Representerad
- Nationalmuseum[7] i Stockholm.
- Helsingborgs museum.

## Verk i urval

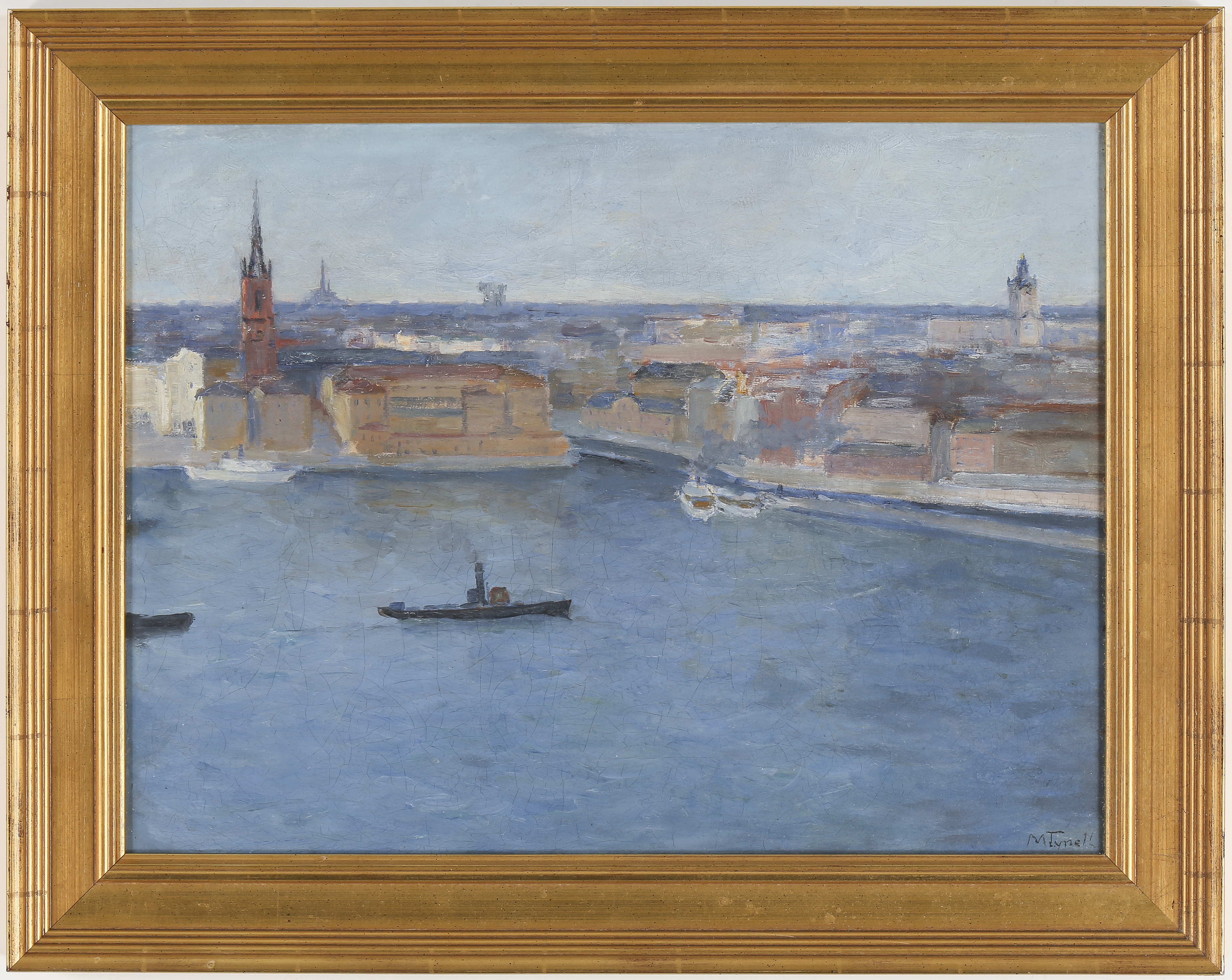
Riddarfjärden sedd från hennes ateljéfönster, Bellmansgatan 8 på Mariaberget.
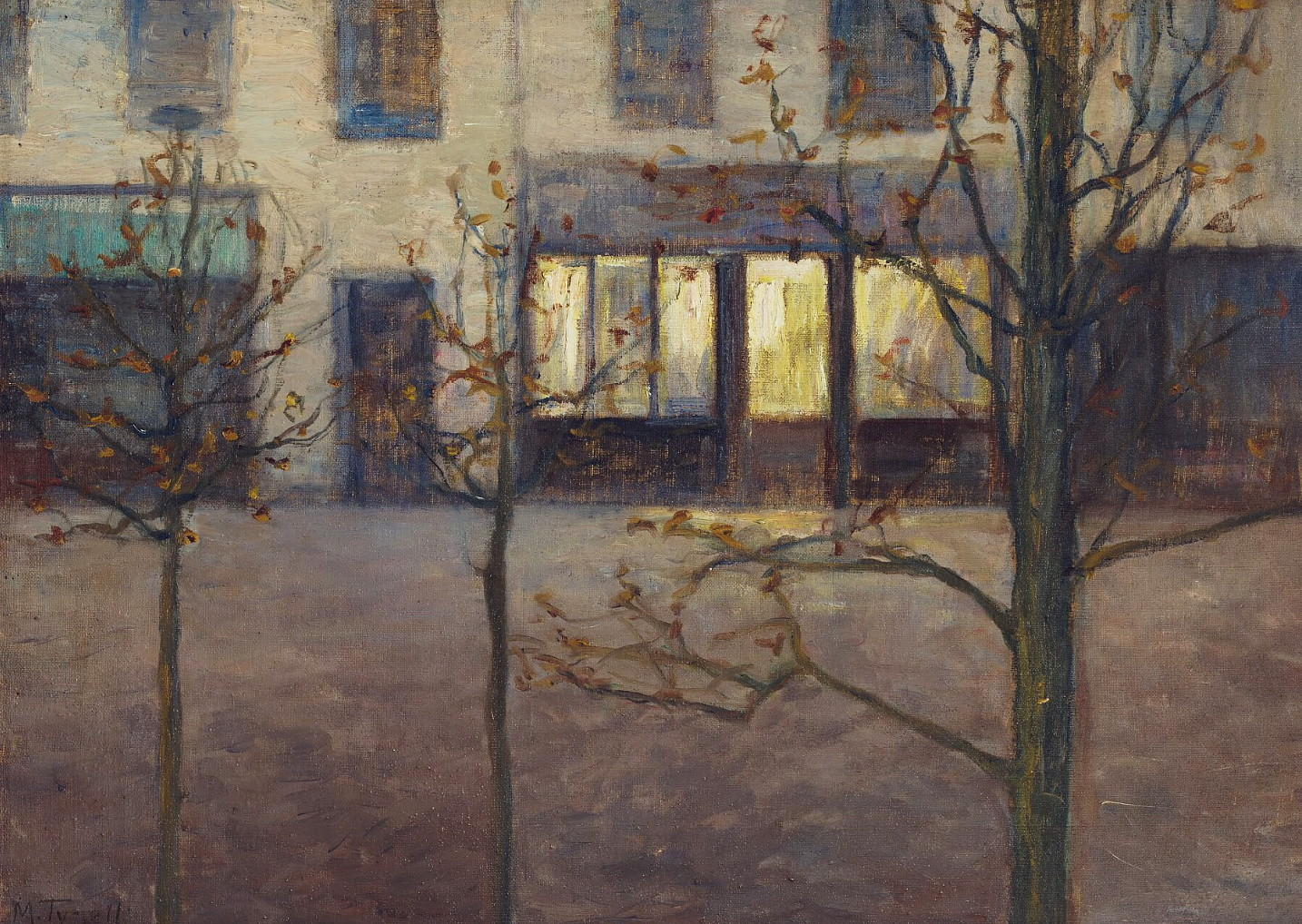
Vid kaféet, morgon i Paris
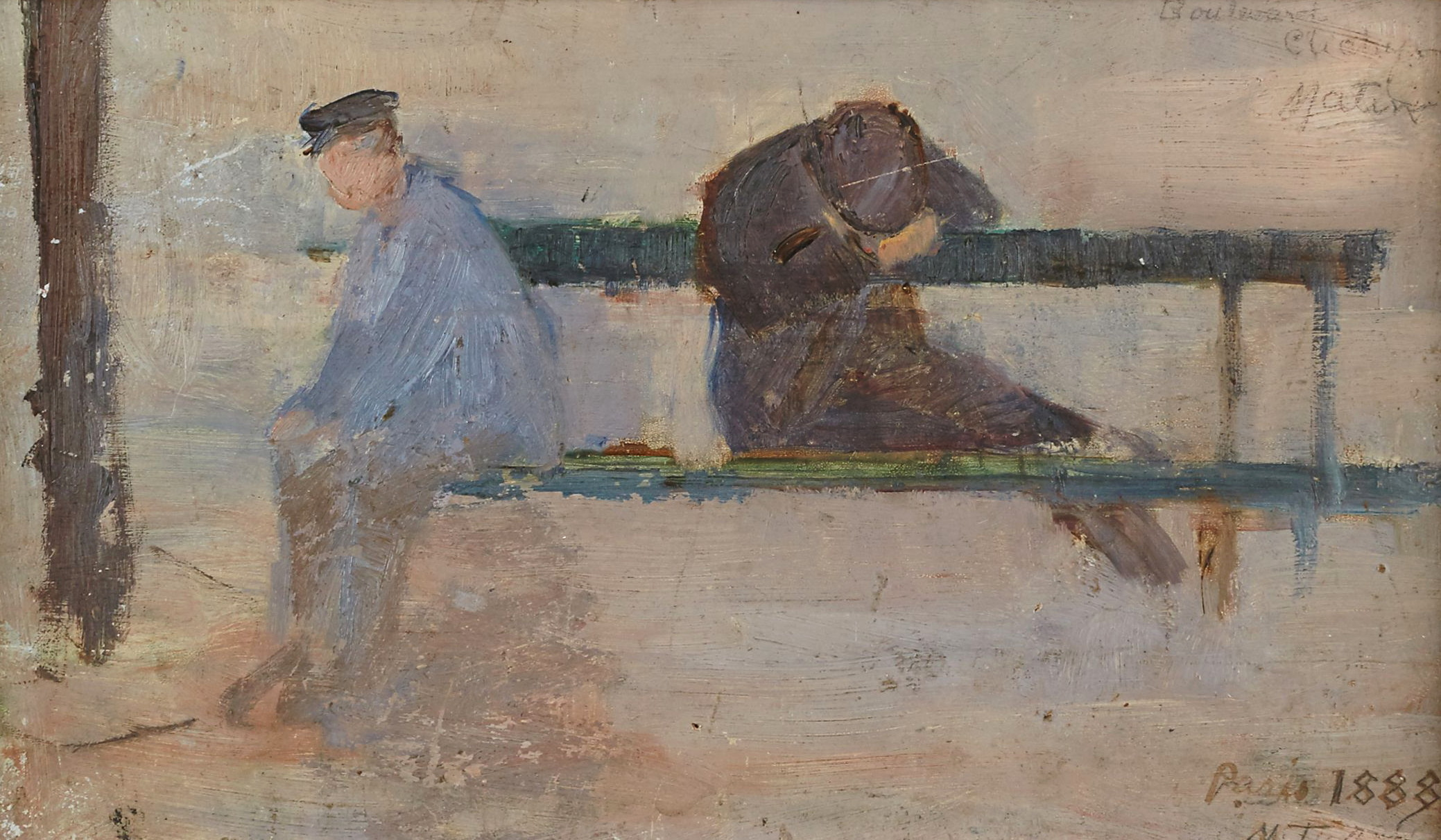
Från franska kusten
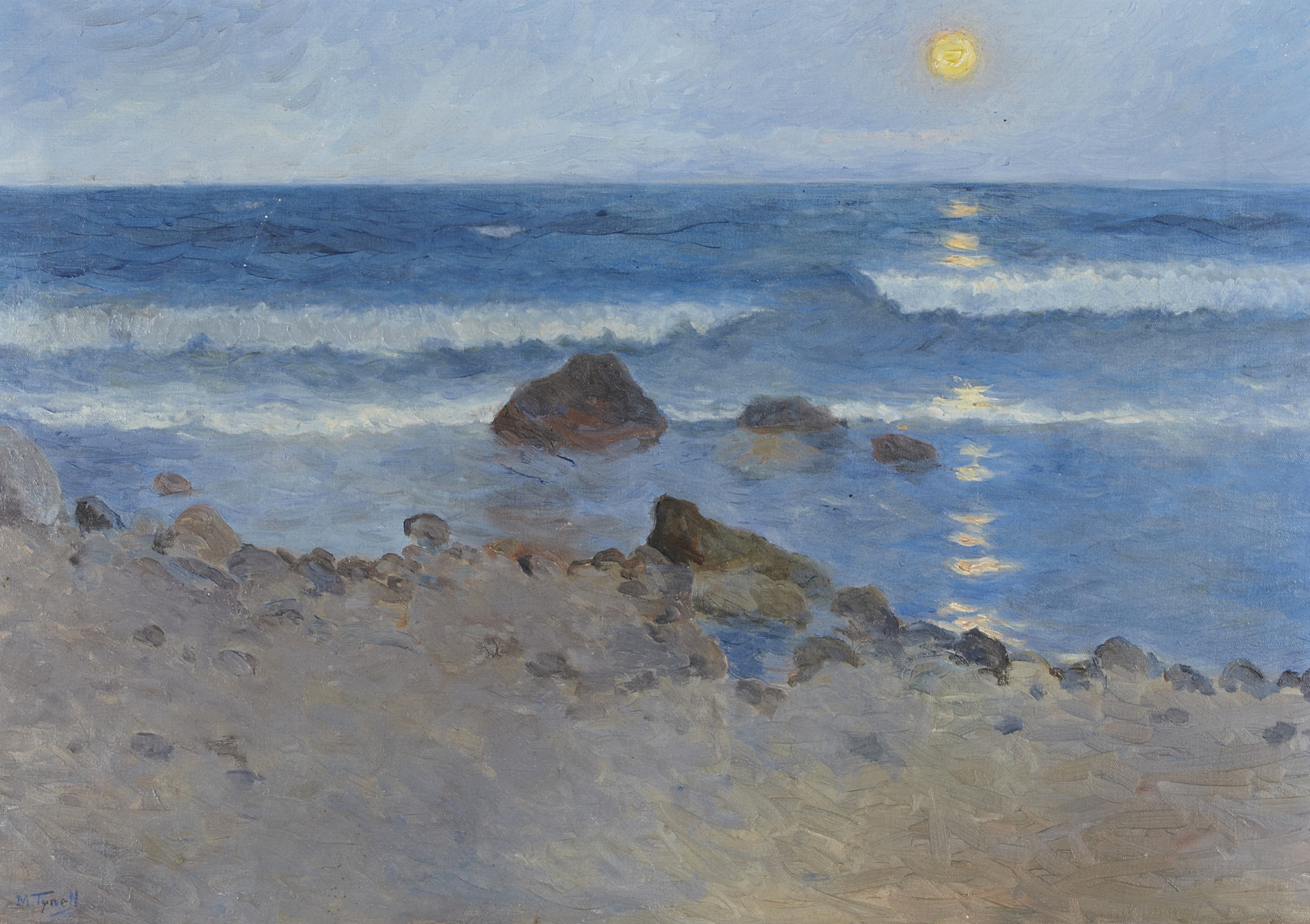
Havsmotiv i månsken
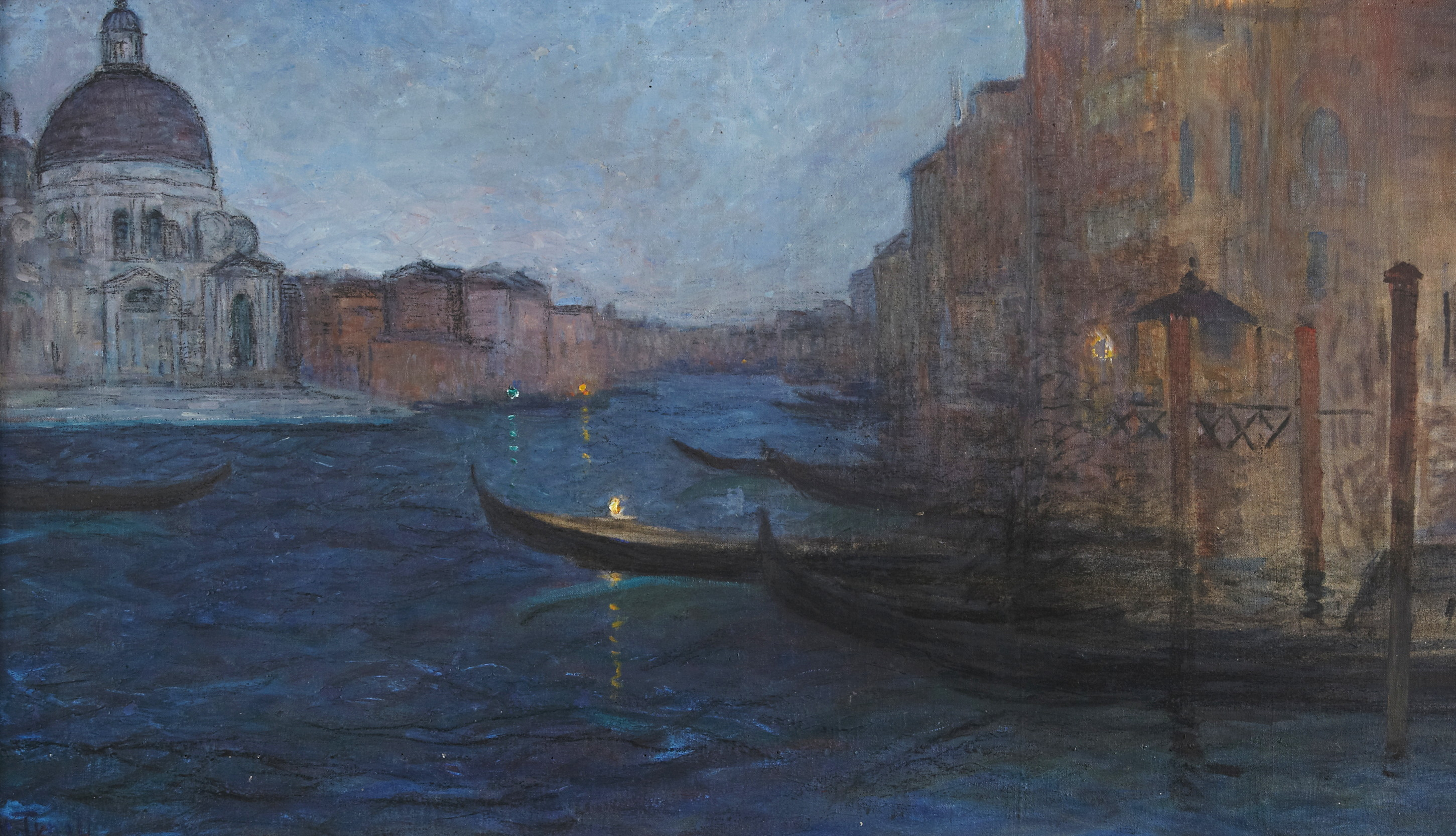
Venedig